# 마이카 먼로
마이카 먼로(Maika Monroe, 1993년 5월 29일 ~ )는 미국의 배우, 카이트서핑 선수이다.

## 출연 작품

### 영화
- 앳 애니 프라이스 (2012)
- 블링 링 (2013)
- 레이버 데이 (2013)
- Flying Monkeys (2013)
- 더 게스트 (2014)
- 팔로우 (2014)
- 제5침공 (2016)
- 인디펜던스 데이: 리써전스 (2016)
- 핫 썸머 나이츠 (2017)
- 비와 번개의 향기 (2017)
- 보케 (2017)
- 백악관을 무너뜨린 사나이 (2017)
- 아임 낫 히어 (2017)
- 애프터 에브리씽 (2018)
- 타우 (2018)
- 마담 싸이코 (2018)
- 허니 보이 (2019) - 산드라 역
- 빌런 (2019)
- 더 사운드 오브 필라델피아 (2020)
- 플래시백 (2020)
- 왓쳐 (2022)
- 미지의 집착 (2022)
- 롱레그스 (2024) - 리 하커 요원 역

### 텔레비전
- 원:아워 (2009)
- The Stranger (2020)
- JJ Villard's Fairy Tales (2020)